# Урасима Таро
Урасима Таро (яп. 浦島 太郎 Урасима Таро:) — персонаж и главный герой японской легенды о молодом рыбаке, спасшем черепаху. Она оказалась прекрасной дочерью повелителя морей Рюдзина по имени Отохимэ, которая лишь временно приняла образ животного. Отохимэ пригласила Таро в подводный дворец Рюгу-дзё, где тот провёл несколько дней, однако затем попросил разрешения вернуться на берег. На прощание Отохимэ вручила Таро бумажную коробочку, приказав ни в коем случае не открывать её.
Вернувшись в свою деревню, Таро обнаружил, что за время его отсутствия прошло 700 (в другом варианте — 300) лет. Потрясённый этим обстоятельством, он открыл подаренную коробочку. Из неё вырвался дым, который окутал рыбака, мгновенно состарил и убил его. После этого Урасима стал новым богом воды, но он не смог покинуть водное пространство. Эта легенда считается одним из ранних примеров истории о путешествии во времени.

## Образ в искусстве
- 2017 — Урасима Таро / Urashima Taro (реж. Полин Дефашель / Pauline Defachelles) — анимационный фильм.